# Bilhete Único
El Bilhete Único (Billete Único en español) es un sistema de Boleto electrónico que unifica en un sistema, toda la cobranza de los medios de transportes de la Región Metropolitana de São Paulo, generando así beneficios a sus usuarios, tales como tarifas integradas, donde es concedido descuentos o exoneración de tarifas al utilizar medios de transporte en una secuencia.
En Brasil el Bilhete único más conocido es el utilizado en la ciudad de São Paulo, pero existe este mismo sistema en otras ciudades como Río de Janeiro, Belo Horizonte, Curitiba, etc.

## São Paulo
El billete único de la ciudad de São Paulo fue una solución creada por SPTrans (São Paulo Transporte S/A), empresa responsable por e transporte de ómnibus, a cargo del gobierno municipal. Hoy en día, el Billete Único también se acepta en el Metro y en los trenes de CPTM, universalizándolo como medio de pago en dicha ciudad.
Con sus más de 9 millones de tarjetas inteligentes expedidas hasta 2006, y una flota de 15.000 ómnibus y 7,3 millones de viajes, esta es probablemente la 2ª mayor solución en boletería electrónica en el mundo, por debajo de la tarjeta Octopus de Hong Kong.
Lanzado el 18 de mayo de 2004, en la gestión de la ex-prefecta Marta Suplicy, el billete único permite actualmente que el pasajero pueda realizar varias integraciones de ómnibus pagando un único pasaje dentro de un cierto período de tiempo (2 horas). Permite además realizar integraciones con otros medios de transporte —metro y tren— pagando un precio aproximado de 50% menos que la tarifa completa.
Las tarjetas usan una tecnología sin-contacto de Philips Mifare.
La solución original (en 1997) fue basada en la solución adoptada en la ciudad de Seúl, Corea del Sur, pero fue abortada debido a problemas de software con la compleja reglamentación del Vale Transporte.
En los años 2001/2002 el proyecto fue reiniciado por la SPTrans, quien decidió que habría por lo menos 2 proveedores de soluciones para cada necesidad del proyecto, para no depender exclusivamente de solamente un proveedor como sucede siempre en otras ciudades.
El "Proyecto de Boleto Electrónico", que resultó en el "Bilhete Único", tiene por lo menos 30 soluciones diferentes y varios proveedores de soluciones relacionados al proyecto.
Entre los problemas, el más importante de todos era el tema de la recarga electrónica, pues todas las tarjetas son prepagas y la recarga no puede ser realizada a bordo. Varias ciudades brasileñas fallaron en crear y divulgar una red de recarga. Debido a acuerdos con empresas especializadas en beneficios (VT) y con la Caixa Econômica Federal que concedió sus casas de apuestas como puntos de recarga, hoy São Paulo posee más de 3.000 puntos de recarga (mar/2007). Hoy la recarga puede ser realizada a través de internet en la tienda virtual de la SPTrans.
| Tarjeta         | Descripción                                                                             |
| --------------- | --------------------------------------------------------------------------------------- |
| Común           | Bilhete Único Común con derecho a 4 viajes durante 3 horas                              |
| Estudiante      | Bilhete Único Estudiante con derecho a 4 viajes durante 2 horas                         |
| Lisiado         | Bilhete Único Lisiado con derecho a viajes gratuitos ilimitados                         |
| Vale-Transporte | Bilhete Único Vale-Transporte con derecho a 4 viajes durante 2 horas                    |
| Personalizado   | Bilhete Único con derecho a 4 viajes durante 2 horas                                    |
| Obeso/Gestante  | Bilhete Único con derecho a 4 viajes durante 2 horas con salida por la puerta delantera |
| Deficiente      | Bilhete Único con o sin acompañante                                                     |

## Campinas
En Campinas, el sistema (con el mismo nombre que el de la capital paulista) también cuenta con tarjetas diferenciadas para cada tipo de usuário, entre ellas:
| Tarjeta          | Descripción                                                                       |
| ---------------- | --------------------------------------------------------------------------------- |
| Común            | Bilhete Único Común con derecho a 3 viajes durante 1 hora - Color Roja            |
| Escolar          | Bilhete Único Estudiante con derecho a 3 viajes durante 1 hora - Color Azul       |
| Gratuito Lisiado | Bilhete Único Lisiado - Color lila                                                |
| Vale-Transporte  | Bilhete Único Vale-Transporte con derecho a 3 viajes durante 1 hora - Color Verde |
| Gratuito         | Bilhete Único para personas deficientes - Color lila                              |

- Los domingos el período aumenta a 2 horas.

## Estado de Río de Janeiro

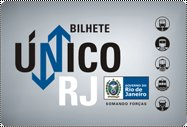
Bilhete único Fluminense

El 29 de diciembre de 2009, la ley 5628 instauró el Billete Único en la Región Metropolitana de Río de Janeiro. El Bilhete Único RJ tiene la tarifa de R$ 4,40 y con el mismo se puede viajar en hasta 2 medios de transporte diferentes dentro de los siguientes —ómnibus, vans, trenes, barcas y metro— en hasta 2 horas, desde que uno de ellos haga integración entre municipios. El beneficio es válido también para quien utiliza solamente un transporte intermunicipal que cueste más de R$4,40 (con excepción de los ómnibus tipo “ejecutivo”).
El Bilhete Único RJ podrá ser incorporado en cualquier modalidad de RioCard mediante solicitud del comprador de créditos de la tarjeta, volviendo innecesaria la compra de una nueva tarjeta.
Para compra por menor, está disponible su venta en las boleterías de los trenes, metro, barcas, en las tiendas de Fetranspor y también en la Tienda Virtual del Billete Único RJ Archivado el 4 de febrero de 2010 en Wayback Machine., pero su uso como billete único no será inmediato, pues en todos los casos es necesaria la associación prévia de la tarjeta a un CPF, lo que ocasiona que un billete solo pueda ser utilizado 48 horas después de su compra.
¿Cómo funciona la integración?

Al utilizar el 1° transporte, será descontado de la tarjeta el valor integral del modal. En caso de que el usuario utilice otro medio de transporte público en el período de 2 horas, no se descontará más saldo. Pasadas las 2 horas, las integraciones restantes serán descontadas.
Si el valor del 1° transporte es superior a R$ 4,40, será descontado el valor total de la integración (R$ 4,40) y, en el próximo uso, al aproximar la tarjeta al validador, no será descontado ningún valor.
Ejemplo 1: 1° modal > R$ 3,00

2° modal > R$ 1,40

Ejemplo 2: 1° modal > R$ 4,40

2° modal > R$ 0,00

Cada usuario tendrá derecho a 2 integraciones por día —una de ida y otra de vuelta—.